# Penicillium minioluteum
Penicillium minioluteum är en svampart som beskrevs av Dierckx 1901. Penicillium minioluteum ingår i släktet Penicillium och familjen Trichocomaceae.   Inga underarter finns listade i Catalogue of Life.